# Blythe Hartley
Pour les articles homonymes, voir Hartley.
Blythe Hartley (née le 2 mai 1982 à Edmonton (Canada)) est une plongeuse canadienne.
Elle obtient la médaille de bronze olympique en synchronisé au 10 mètres en 2004 à Athènes.

## Palmarès

### Jeux olympiques
- Jeux olympiques de 2004 à Athènes (Grèce) :
  -  Médaille de bronze au plongeon synchronisé à 10 m (avec Émilie Heymans).

### Championnats du monde
- Championnats du monde de 2001 à Fukuoka (Japon) :
  -  Médaille d'or au plongeon à 1 m
- Championnats du monde de 2003 à Barcelone (Espagne) :
  -  Médaille de bronze au plongeon à 1 m
- Championnats du monde de 2005 à Montréal (Canada) :
  -  Médaille d'or au plongeon à 1 m
- Championnats du monde de 2007 à Melbourne (Australie) :
  -  Médaille d'argent au plongeon à 1 m